# Françoise Plet
Françoise Plet, née en 1943, est une géographe française spécialisée dans le domaine de l'agriculture. Elle est pionnière dans l'étude du risque alimentaire.

## Biographie
Françoise Plet naît en 1943. Dans le contexte post-mai 1968, elle enseigne à l’université expérimentale de Vincennes, qui correspond à sa vision d'une université accessible à tous et toutes et dirigée de manière collégiale. Elle est ensuite professeure à l'université Paris 8 et passe son habilitation à diriger les recherches sur les quotas laitiers,. Engagée dans les réseaux universitaires, elle travaille à mettre en avant les formations de géographie grâce à des guides pour le public étudiant,.

### Activités éditoriales
Françoise Plet participe à la création de la revue Images du Val-de-Marne qui vise à appliquer l'analyse spatiale dans la vie locale autour de l'université,.

## Travaux
Les recherches de Françoise Plet portent sur l'agriculture et l'alimentation. Elle s'intéresse à son accès, la malnutrition, le lien avec l'environnement et la géopolitique de la faim. Elle étudie la politique agricole commune et ses conséquences spatiales. Lors de ses études, elle distingue le concept de territoire qui implique la notion de souveraineté, des termes « spatial » ou « local » qui mettent simplement en jeu des espaces. Elle décortique les stratégies agro-industrielles, ce qui l'amène à s'intéresser aux OGM, aux semences et aux stratégies territoriales des systèmes agro-alimentaires à toutes les échelles géographiques. Elle analyse les phénomènes de résistances de la paysannerie et montre que les personnes les plus violentes sont les petits éleveurs dans des situations difficiles, mais qu'ils bénéficient en France d'une certaine bienveillance de l’État,.
Elle note que depuis les années 1990, les crises sanitaires alimentaires se multiplient. Face à ce constat, elle fait émerger le terme de risque alimentaire. Elle le classe comme un risque sanitaire, soit émergent soit chronique, qui se manifeste par des crises plus ou moins étendues dans l’espace et le temps et avec l'ensemble des acteurs de la chaîne alimentaire et tous les plans technologiques, politiques et sociaux. Elle retrace le cheminement et les déplacements géographiques qui y ont conduit.

## Publications
Françoise Plet est l'autrice d'une cinquantaine de publications, mais aussi de compilation d'ouvrages qu'elle aborde avec un aspect critique,

### Ouvrages
- Françoise Plet, Voyage dans la Haute Pensylvanie et dans l'état de New-York depuis l'année 1785 jusqu'en 1798 : une géographie de l'Amérique du Nord à la fin du XVIIIe siècle, Montréal, QC, 2002 (ISBN 2-89261-342-6, 978-2-89261-342-1 et 2-84292-096-1, OCLC 300190160, lire en ligne)
- Alain Bué et Françoise Plet, Alimentation, environnement et santé pour un droit à l'alimentation, Ellipses, impr. 2010 (ISBN 978-2-7298-5563-5 et 2-7298-5563-7, OCLC 708367013, lire en ligne)
- Jeanine Cohen, Marie-Claude Guerrini, Nicole Mathieu et Marie-Claire Robic, « Chapitre 19 - L’iconographie dans l’aménagement du territoire : changer la donne et/ou donner le change ?: », dans Mémoires et documents de géographie, CNRS Éditions, 1er juillet 1991 (ISBN 978-2-222-04599-1, DOI 10.3917/cnrs.thery.1991.01.0197, lire en ligne), p. 197–207

### Articles
- Françoise Plet, « La geographie rurale française : quelques jalons », Sociétés contemporaines, vol. 49-50, no 1,‎ 2003, p. 85 (ISSN 1150-1944 et 1950-6899, DOI 10.3917/soco.049.0085, lire en ligne, consulté le 12 septembre 2022)
- Françoise Plet, « Colères paysannes face à l’État », Hérodote, nos 69-70,‎ 1993, p. 170-184
- Françoise Plet, « L'espace agro-alimentaire français : vers une réurbanisation partielle ? », Cahiers de Fontenay, vol. 12, no 1,‎ 1993, p. 99–107 (lire en ligne, consulté le 12 septembre 2022)
- Françoise Plet, « L'univers de la brasserie : mondialisation et retours au micro-local », Hommes et Terres du Nord, vol. 4, no 1,‎ 2000, p. 217–226 (DOI 10.3406/htn.2000.2741, lire en ligne, consulté le 12 septembre 2022)
- Françoise Plet, Zsuzsa Cros et Éva Gyuró Konkolyné, « Vitiviniculture et situations politiques : le tokaj », Mappemonde, vol. 35, no 3,‎ 1994, p. 5–11 (DOI 10.3406/mappe.1994.1140, lire en ligne, consulté le 12 septembre 2022)